# Rete tranviaria di Minsk
La rete tranviaria di Minsk è la rete tranviaria che serve la città bielorussa di Minsk. È composta da dieci linee.